# Busc (écluse)
Pour les articles homonymes, voir Busc.

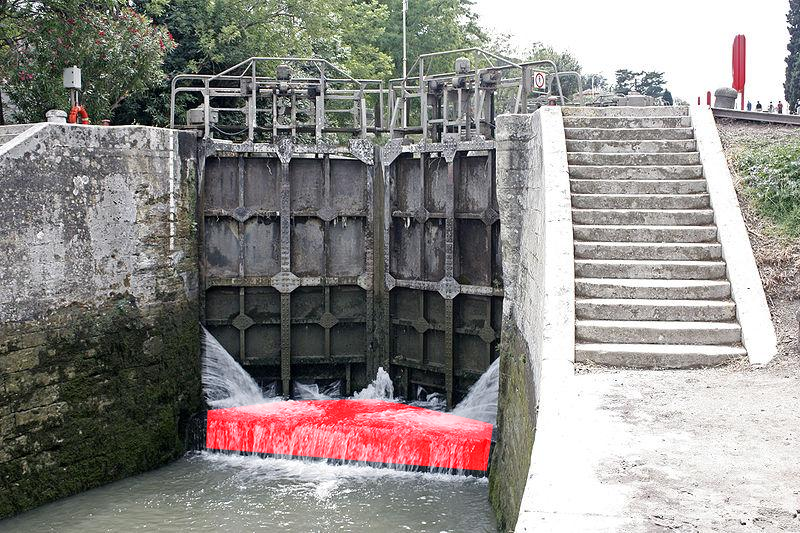
Busc d'une écluse de Fonserannes.

Dans le vocabulaire technique des aménagements hydrauliques sur cours d'eau, le busc est :
« la portion du radier d'une écluse qui se trouve en saillie au-dessus du plan du radier de la chambre des portes, et qui leur prête un point d'appui par le bas ». 
C'est une pièce technique importante pour la solidité et l'étanchéité de l'ouvrage, qui était construite en chêne sur de petits barrage ou en grès dur (pierre résistante à l'érosion hydrique et non-gélive) sur des barrages plus importants. Grâce à ce « Dénivelé saillant » formé sur le radier de l’écluse, le busc permet l'étanchéité des vantaux en position fermée. 
On nomme « faux-busc » une « fourrure » fixée aux vantaux, pour en améliorer l’étanchéité .  